# Etmopterus benchleyi
Lo squalo lanterna ninja (Etmopterus benchleyi (V. E. Vásquez, Ebert & Long, 2015)) è uno squalo lanterna appartenente alla famiglia Etmopteridae endemico del Pacifico orientale.

## Descrizione
Questa specie è di colore nero con macchie bianche intorno agli occhi. Le dimensioni massime registrate sono di 32,5 cm per i maschi e 51,5 cm per le femmine.

## Distribuzione e habitat
Questa specie è stata trovata nel Pacifico orientale in prossimità del Nicaragua, Panama meridionale e Costa Rica ad una profondità di 836–1443 m.
È l'unica specie nota del genere Etmopterus che abita le costa pacifica dell'America centrale.